# 踊るのよ、フランチェスカ!
『踊るのよ、フランチェスカ!』 （ 原題： Franchesca Page ）は、1997年に製作されたアメリカ映画。
1997年第50回カンヌ国際映画祭にてプレミア上映された。
2000年（第9回）東京国際レズビアン&ゲイ映画祭でのオープニング作品。

## キャスト
- リタ・ペイジ：ヴァーラ・ジーン・マーマン
- フランチェスカ：タラ・レオン
- ベロニカ：ロッシ・デ・パルマ
- マーク・デンディ
- チャイナ・フォーブス
- リンダ・スミス
- レイ・ローズ
- マーク・カニンガム